# Coenotephria asaphes
Coenotephria asaphes är en fjärilsart som beskrevs av Louis Beethoven Prout. Coenotephria asaphes ingår i släktet Coenotephria och familjen mätare. Inga underarter finns listade i Catalogue of Life.